# Djuptjärnen (Ramsele socken, Ångermanland, 703825-152864)
Djuptjärnen är en sjö i Sollefteå kommun i Ångermanland och ingår i Ångermanälvens huvudavrinningsområde.